# Friedhof Rehalp

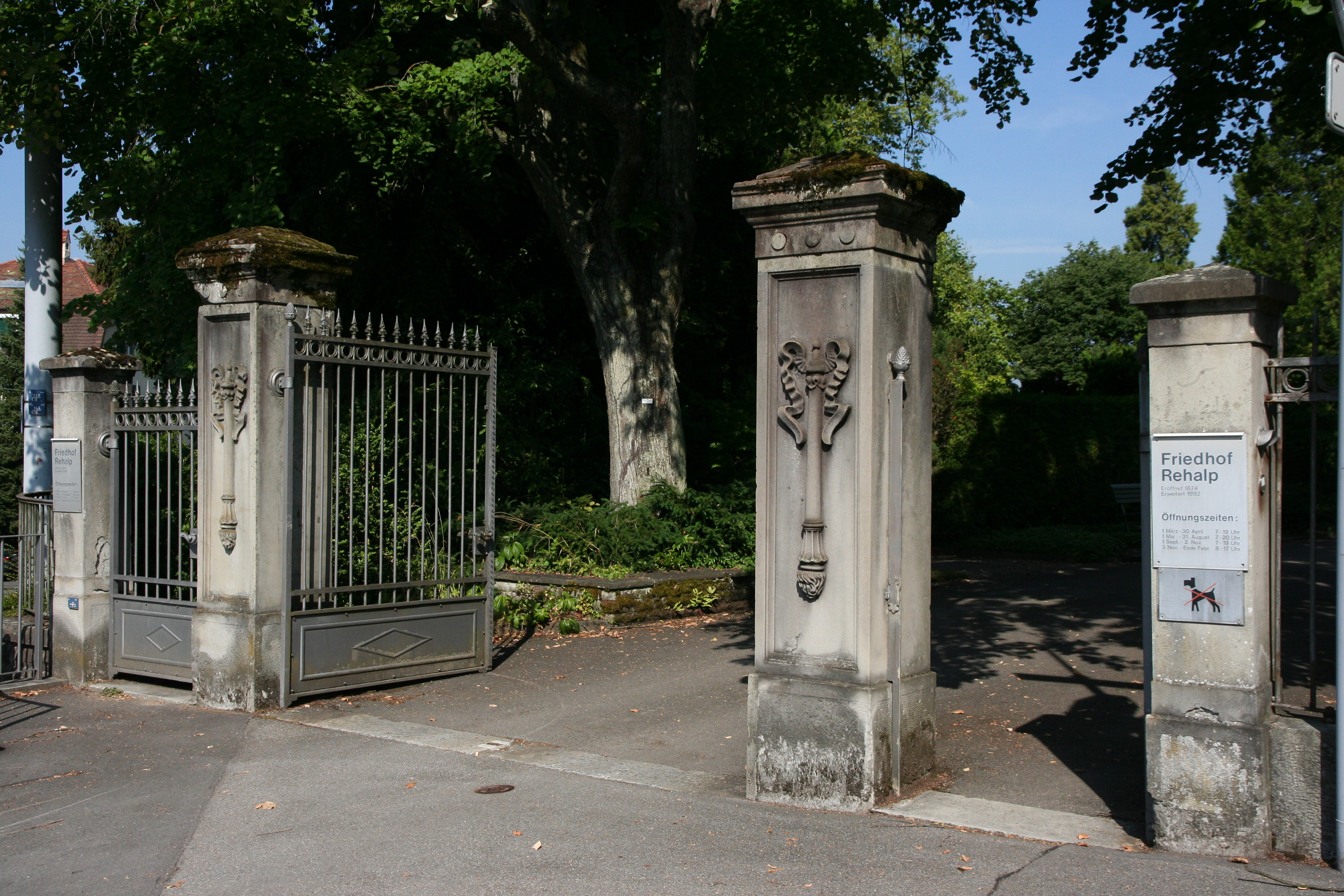
Eingangsportal

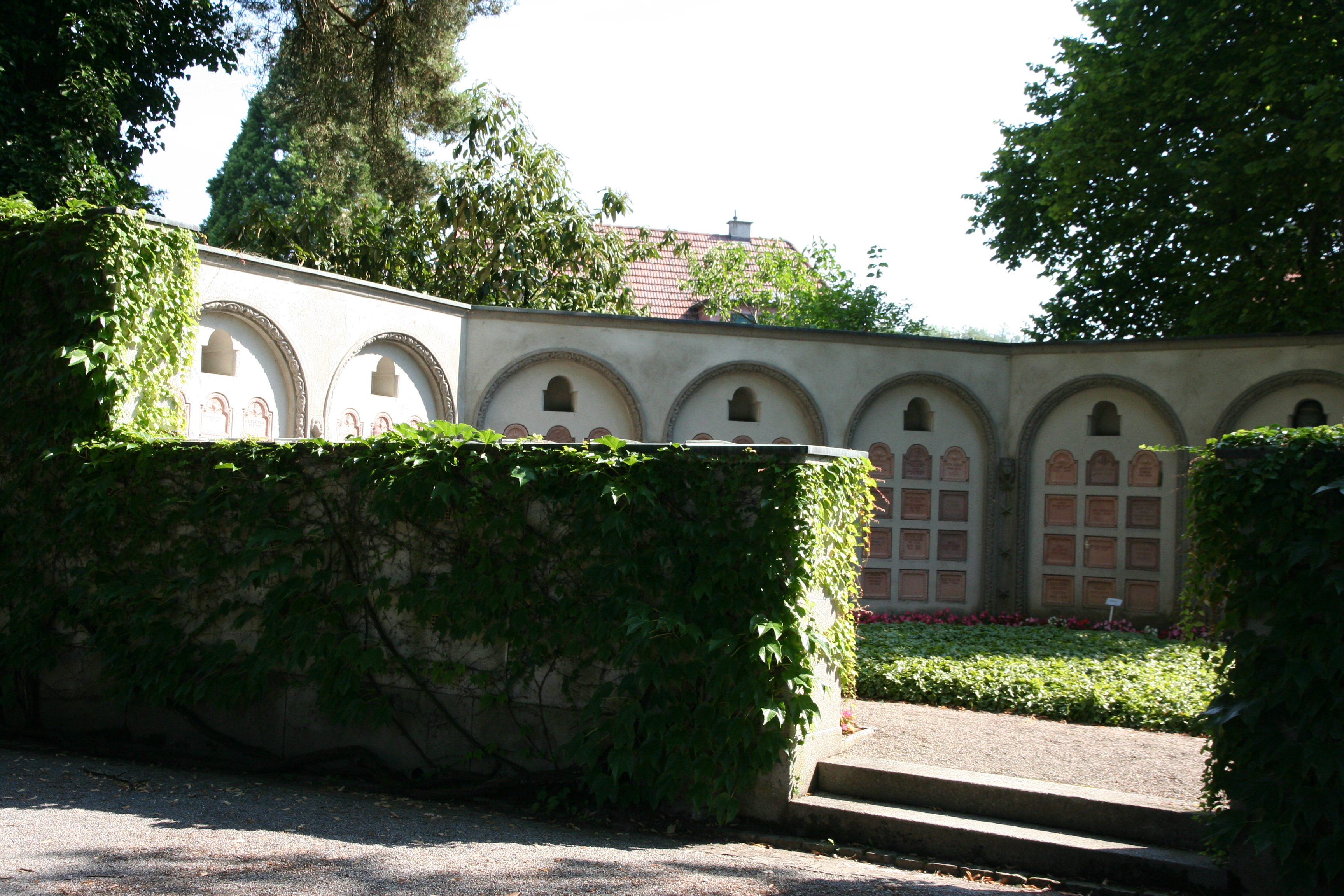
Urnenhof

Der Friedhof Rehalp ist ein Friedhof im Stadtteil Riesbach im Südosten von Zürich. Er liegt in unmittelbarer Nähe seines Nachfolgers, des Friedhofs Enzenbühl. Der Friedhof Rehalp zählt zu den ältesten noch in Betrieb stehenden Friedhöfen der Stadt Zürich.

## Geschichte
1873 war der Friedhof Neumünster voll belegt, der bis dahin für die drei Gemeinden Hottingen, Hirslanden und Riesbach benutzt worden war und sich unmittelbar neben der reformierten Kirche Neumünster befunden hatte. Deshalb wurde der Bau eines neuen, zur damaligen Zeit weit ausserhalb des Siedlungsgebietes auf der Rehalp gelegenen Friedhofs angegangen, der 1874 eröffnet wurde. Weil das Bestattungswesen im Jahr 1874 durch eine Revision der Bundesverfassung von den Kirchen an die politischen Gemeinden übergegangen war, übernahmen die politischen Gemeinden Hottingen, Hirslanden und Riesbach den Betrieb des Friedhofs ab dem Jahr 1876 von der Kirche Neumünster. Als 1893 diese Gemeinden Teil der Stadt Zürich wurden, übernahm diese fortan den Betrieb des Friedhofs Rehalp.
Obwohl der neue Friedhof 1892 nochmals erweitert wurde, war er bereits im Jahr 1900 vollständig belegt. Zunächst plante die Stadt als Ergänzung für den Friedhof Rehalp einen neuen Friedhof Balgrist, der jedoch nicht realisiert werden konnte. Schliesslich erfolgten der Bau und 1902 die Einweihung des Friedhofs Enzenbühl. Heute ergänzen sich die beiden Friedhöfe Rehalp und Enzenbühl vom Grabplatzangebot und von den Bestattungsarten her, aber auch in Sachen Unterhalt, Betrieb und Verwaltung. Im Jahr 1919 wurde der Urnenhof erbaut, der als Wahrzeichen des Friedhofs Rehalp gilt. Seit 1919 wurde er kaum noch verändert. Seine gesamte Anlage steht seit 2004 unter Baudenkmalschutz.

## Areal und Bauten
Das dreieckige, in leichter Hanglage situierte Friedhofsgelände ist streng geometrisch gegliedert. Es besitzt einen alten Baumbestand. Grosse Platanen, Blutbuchen und Linden sind mit Nadelgehölzen wie Scheinzypressen kombiniert. Die Familiengräber, die in schmalen Bändern entlang der äusseren und inneren Peripherien angelegt sind, prägen das Bild des Friedhofs massgeblich. Einzige Hochbauten auf dem Friedhof Rehalp sind die Dienstgebäude am Haupteingang sowie am Werkhof.

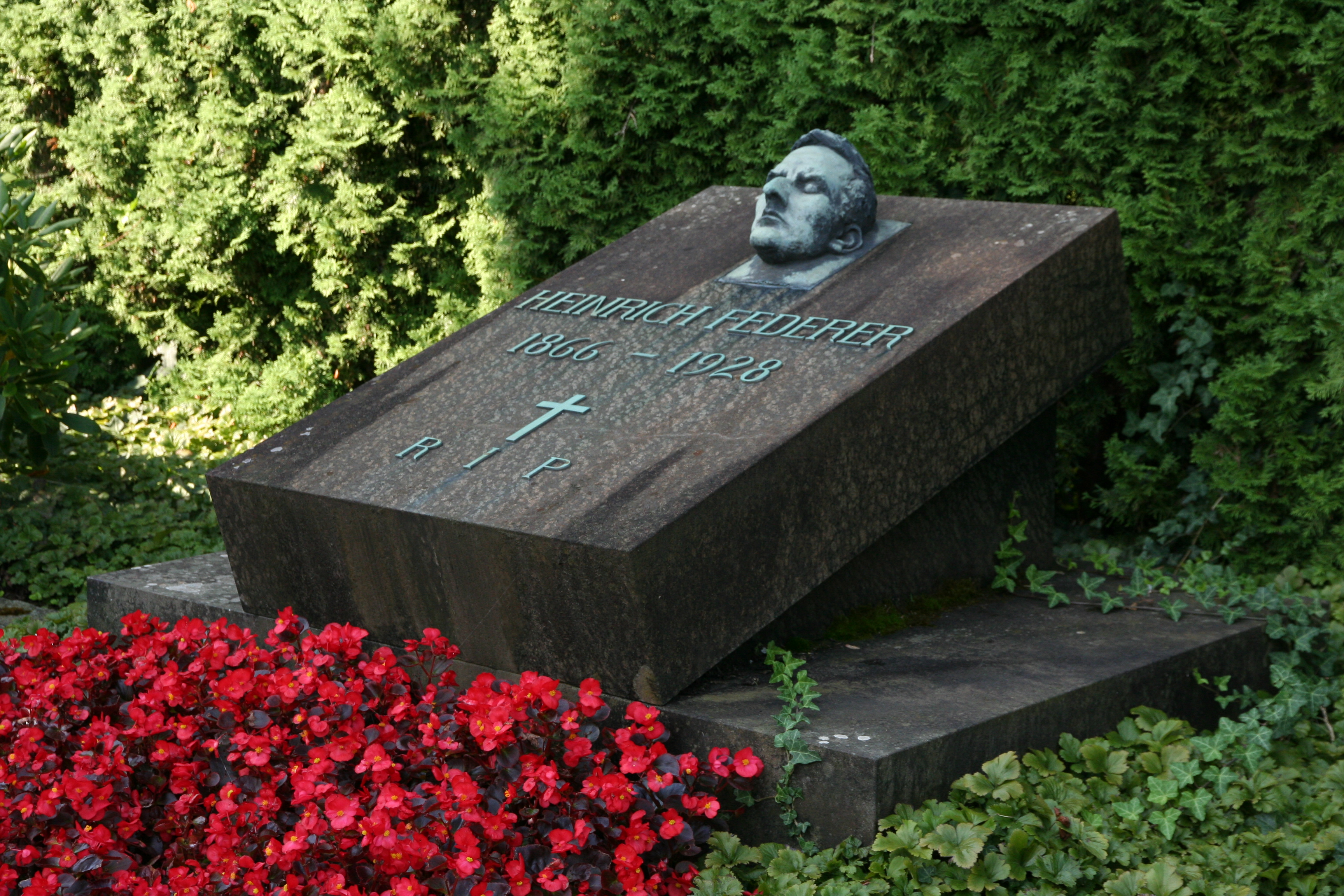
Grab von Heinrich Federer
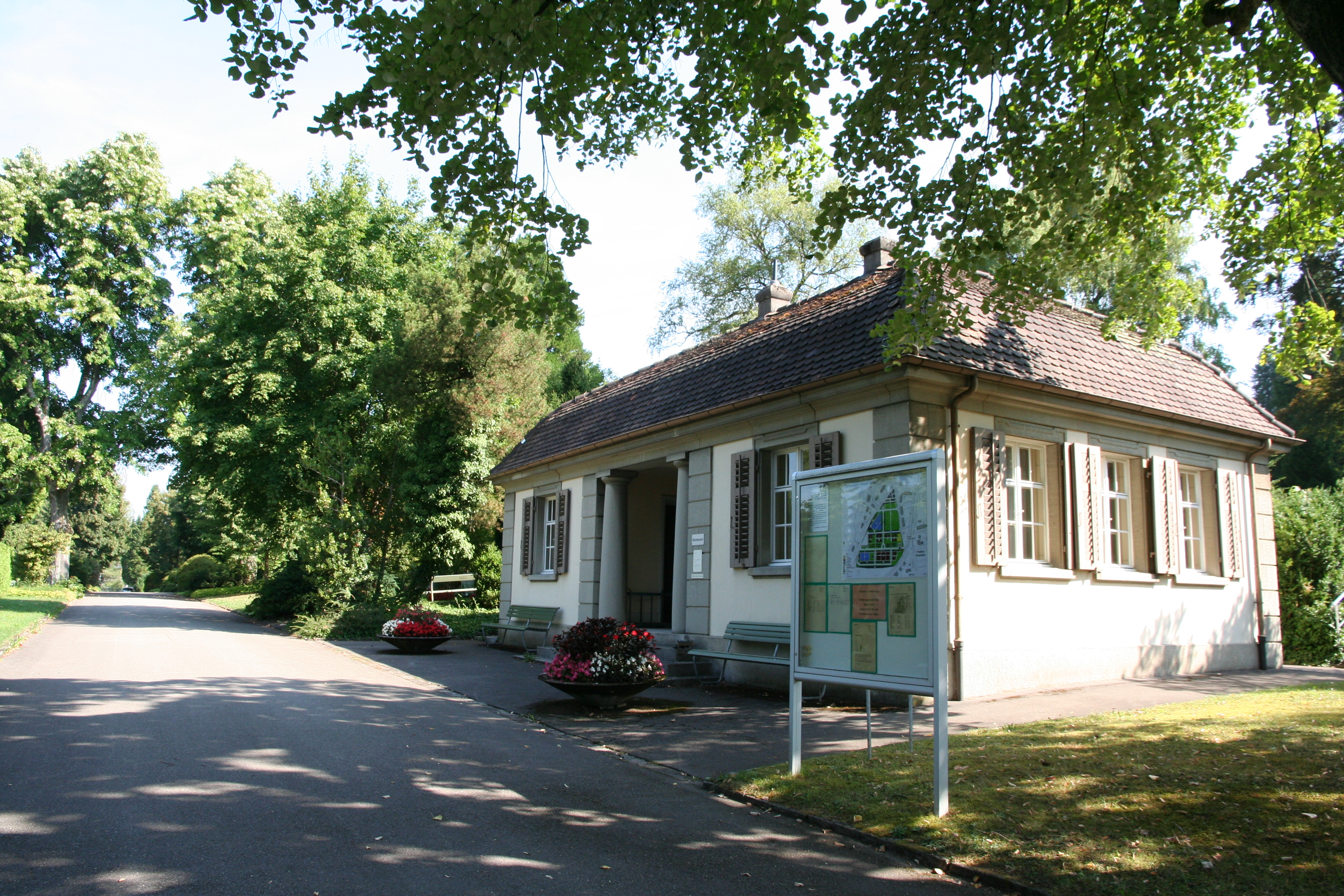
Historisches Dienstgebäude
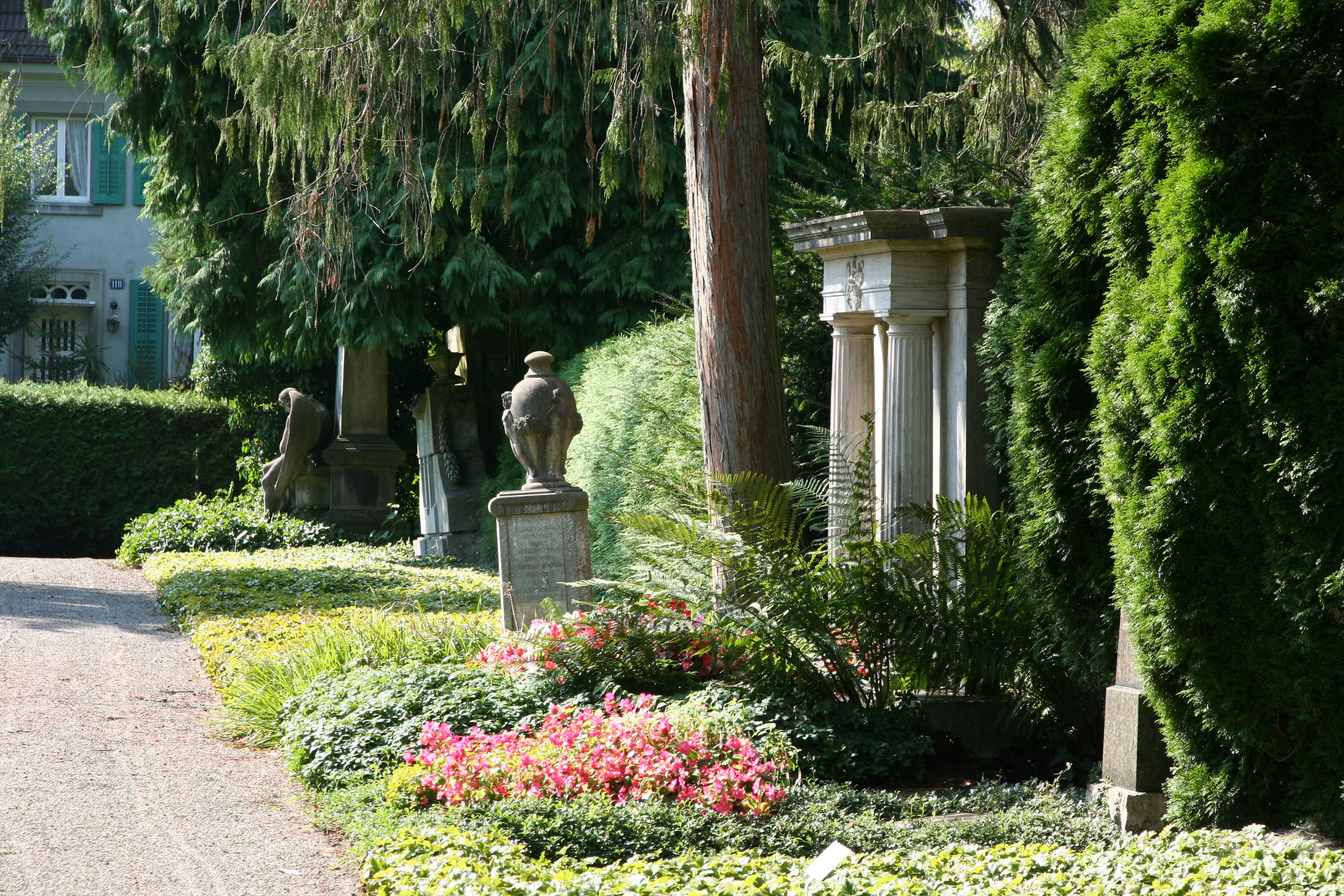
Familiengräber

## Glocke

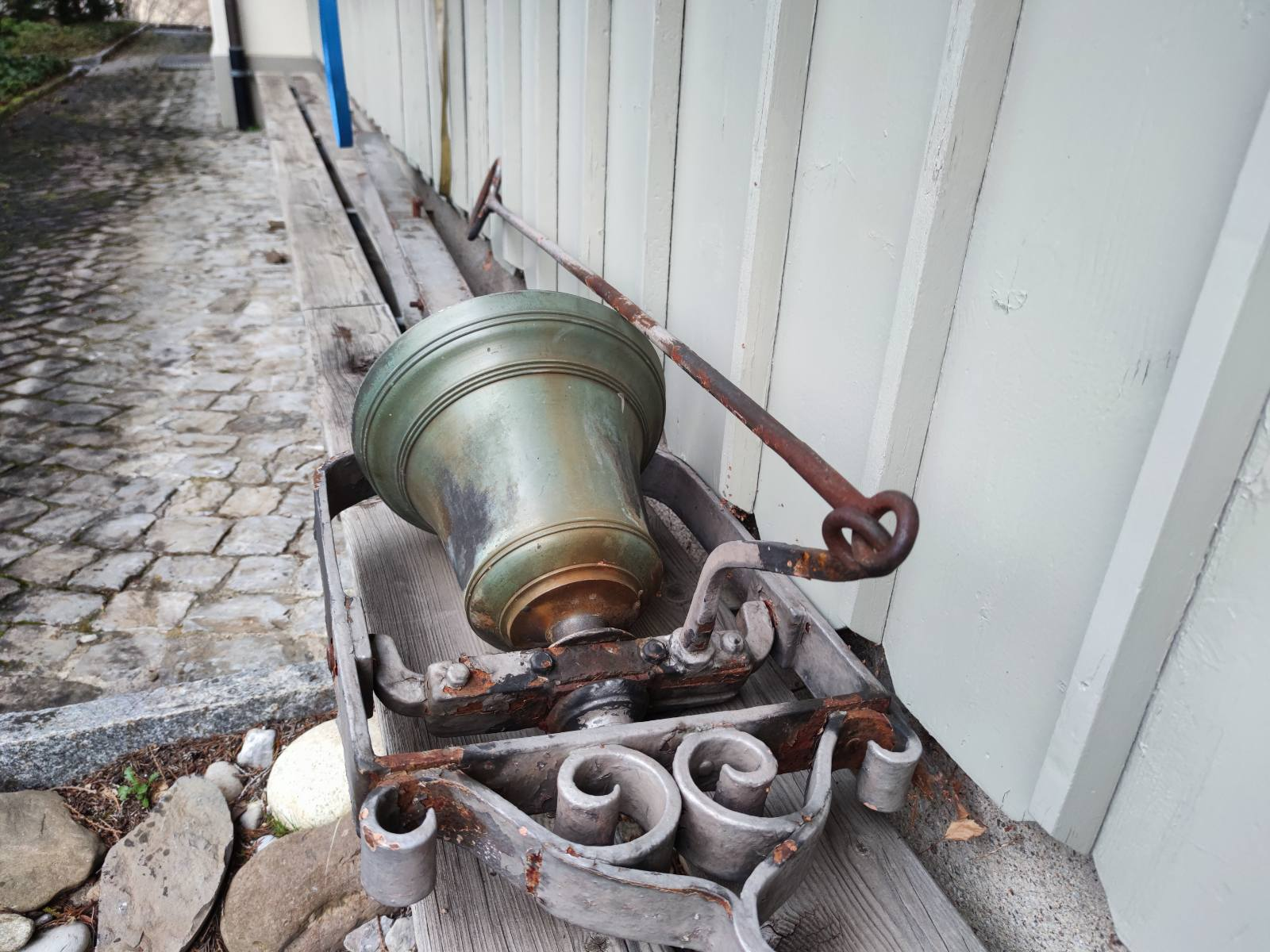
Glocke im zerlegten Zustand

Auf dem Friedhof befand sich eine kleine Glocke mit dem Ton d3. Sie hing an einer Stange und wurde von Hand geläutet. Die Glocke wurde abgebaut und wird an den Friedhof Sihlfeld verkauft.

## Grabstätten bedeutender Persönlichkeiten
Der Friedhof Rehalp ist die letzte Ruhestätte von:
- Kaspar Appenzeller-Stokar, 1927–1999, Arzt, anthroposophischer Forscher und Autor
- Gustav Bally, 1898–1966, Psychiater und Psychoanalytiker
- Johannes Baur, 1831–1900 Baumeister und Stifter
- Hans Bluntschli, 1877–1962, Anatom
- Paul Adolf Brenner, 1910–1967, Lyriker
- Emil Brunner, 1889–1966, reformierter Theologe
- Robert Briner, 1885–1960, Regierungsrat
- Josef Caminada, 1937–2012, Goldschmied und Eisenplastiker
- Otto Coninx-Girardet, 1871–1956, Bergbauingenieur und Verleger
- Werner Coninx, 1911–1980, Kunstmaler, Kunstsammler und Mäzen
- Heinrich Cramer, 1812–1871, Metzger und Volksdichter
- Robert Denzler, 1892–1972, Kapellmeister
- Heinrich Droz, 1890–1958, Lehrer und Redaktor
- Ernst Eschmann, 1886–1953, Jugendschriftsteller
- Heinrich Federer, 1866–1928, Schriftsteller
- Theodor Felber, 1849–1911, Forstwissenschaftler und Hochschullehrer
- Albert Fleiner, 1859–1902, Journalist
- Myriam Forster, 1894–1976, Ballettmeisterin
- Alfred Frey, 1859–1924, Nationalrat
- Adolf Frey, 1855–1920, Schriftsteller und Literaturhistoriker
- Robert D. Garbade, 1918–1983, Kameramann
- Bruno Ganz, 1941–2019, Schauspieler
- Andres Giedion, 1925–2013, Pädiater und Radiologe
- Carola Giedion-Welcker, 1893–1979, Kunsthistorikerin
- Sigfried Giedion, 1888–1968, Architekturhistoriker
- Walburga Gmür, 1902–1974, Schauspielerin
- Hermann Goetz, 1840–1876, Komponist
- Herman Greulich, 1842–1925, Politiker, Gründer der ersten sozialdemokratischen Partei der Schweiz
- Kurt Guggenheim, 1896–1983, Schriftsteller
- Max Haufler, 1910–1965, Schweizer Volksschauspieler und Maler
- Hans Herold, 1908–2002, Jurist
- Johann Kaspar Hug, 1821–1884, Lehrer, Mathematiker und Politiker
- Lothar Kempter, 1844–1918, Komponist
- Claire Schibler-Kägi, 1901–1965, Volkskundlerin, Kunsthistorikerin und Autorin
- Alfred Kölz, 1944–2003, Rechtswissenschaftler
- Heinrich Leuthold, 1827–1879, Dichter
- Hans W. Maier, 1882–1945, Psychiater
- Olga Meyer, 1889–1972, Schriftstellerin
- Otto Meyer-Amden, 1885–1933, Kunstmaler und Grafiker
- Elsa Muschg, 1899–1976, Jugendschriftstellerin und Primarlehrerin
- Heinrich Müller-Jelmoli, 1844–1935, Versicherungsmanager und Schriftsteller
- Johann Jakob Müller, 1812–1872, Politiker und Regierungsrat
- Paul Parin, 1916–2009, Psychoanalytiker, Ethnologe
- Stephan à Porta, 1868–1947,  Rechtsanwalt, Wohnungsbauunternehmer und Stifter
- Karl Pistorius, 1898–1966, Operettensänger
- Rudolf Pulfer, 1873–1921, Forstmeister und Hochschullehrer
- Emil Richli, 1904–1937, Bahnradfahrer
- Hugo Richter, 1841–1921, Buchhändler und Gründer der Davoser Zeitung
- Walter Rieger, 1915–1990, Architekt
- Traugott Sandmeyer, 1854–1922, Chemiker
- Ernst Sidler-Huguenin, 1869–1922, Mediziner, Augenarzt und Hochschullehrer
- Alexander Leo Soldenhoff, 1882–1951, Maler, Flugzeugkonstrukteur
- Albert Heinrich Steiner, 1905–1996, Architekt
- Heinrich Steiner, 1841–1889, Philologe, Alttestamentler und Hochschullehrer
- Giuseppe Stoffel, 1863–1929, Bankier, Politiker und Oberstleutnant
- Otto Stoll, 1849–1922, Mediziner, Sprachforscher, Ethnologe, Geograph
- Konrad Schinz, 1880–1943, Ingenieur, Unternehmer und Diplomat
- Armin Schweizer, 1892–1968, Schauspieler
- Lilian Uchtenhagen, 1928–2016, Nationalrätin
- Alfred Vogt, 1879–1943, Augenarzt
- Johannes Messchaert, 1857–1922, Sänger und Gesangspädagoge
- Mieczyslaw Minkowski, 1884–1972, Neurologe
- Pawel Minkowski, 1888–1947, Ökonom und Politikwissenschaftler
- Constantin von Monakow, 1853–1930, Neurologe, Neuroanatom und Neuropathologe
- Paul von Monakow, 1885–1945, Internist, Neurologe und Hochschullehrer
- Edith Oravez, 1920–2013, Opernsängerin
- Anton Walch 1879–1963, Schauspieler
- Hermann Wäffler, 1910–2003, Kernphysiker und Hochschullehrer
- Alfred Werner, 1866–1919, Chemiker, Begründer der Komplexchemie
- Hans Wildberger, 1910–1986, Geistlicher, Hochschullehrer und Autor
- Ingold Wildenauer, 1938–2013, Schauspieler und Regisseur
- Eugen Wyler, 1888–1973, Schriftsteller und Redakteur
- Laure Wyss, 1913–2002, Journalistin und Medienpionierin
- Max Gustav Heinrich Wolff, 1893–1965, Jurist, Richter, Politiker und christlicher Friedensaktivist